# دمیتریفکا (شهرستان راکیتیانسکی، استان بلگورود)
دمیتریفکا (انگلیسی: Dmitriyevka, Rakityansky District, Belgorod Oblast) یک شهرک در بخش راکیتیانسکی استان بلگورود کشور روسیه است.